# العلاقات الكيريباتية المصرية
العلاقات الكيريباتية المصرية هي العلاقات الثنائية التي تجمع بين كيريباتي ومصر.

## مقارنة بين البلدين
هذه مقارنة عامة ومرجعية للدولتين:
| وجه المقارنة                                              | كيريباتي                        | مصر           |
| --------------------------------------------------------- | ------------------------------- | ------------- |
| المساحة (كم2)                                             | 811                             | 1.01 مليون    |
| عدد السكان (نسمة)                                         | 116.40 ألف                      | 94.80 مليون   |
| الكثافة السكانية (ن./كم²)                                 | 14.35 ألف                       | 93.86         |
| العاصمة                                                   | جنوب تاراوا                     | القاهرة       |
| اللغة الرسمية                                             | لغة إنجليزية، اللغة الكيريباتية | اللغة العربية |
| العملة                                                    | دولار كريباتي، دولار أسترالي    | جنيه مصري     |
| الناتج المحلي الإجمالي (بليون دولار)                      | 196.15 مليون                    | 235.37 مليار  |
| الناتج المحلي الإجمالي (تعادل القوة الشرائية) بليون دولار | 224.26 مليون                    | 998.67 مليار  |
| الناتج المحلي الإجمالي الاسمي للفرد دولار أمريكي          | 1.42 ألف                        | 3.61 ألف      |
| الناتج المحلي الإجمالي للفرد دولار أمريكي                 | 1.81 ألف                        |               |
| مؤشر التنمية البشرية                                      | 0.590                           | 0.690         |
| رمز المكالمات الدولي                                      | +686                            | +20           |
| رمز الإنترنت                                              | .ki                             | .eg، .مصر     |
| المنطقة الزمنية                                           |                                 | ت ع م+02:00   |

## منظمات دولية مشتركة
يشترك البلدان في عضوية مجموعة من المنظمات الدولية، منها:
| علم المنظمة | اسم المنظمة                   | تاريخ انضمام كيريباتي | تاريخ انضمام مصر |
| ----------- | ----------------------------- | --------------------- | ---------------- |
|             | يونسكو                        | 24 أكتوبر 1989        | 22 يناير 1947    |
|             | البنك الدولي للإنشاء والتعمير | 29 سبتمبر 1986        | 27 ديسمبر 1945   |
|             | مؤسسة التنمية الدولية         | 2 أكتوبر 1986         | 26 أكتوبر 1960   |
|             | مؤسسة التمويل الدولية         | 2 أكتوبر 1986         | 20 يوليو 1956    |
|             | الاتحاد البريدي العالمي       | ?                     | ?                |
|             | الأمم المتحدة                 | 14 سبتمبر 1999        | 24 أكتوبر 1945   |
|             | الاتحاد الدولي للاتصالات      | 3 نوفمبر 1986         | 9 ديسمبر 1876    |

## وصلات خارجية
- موقع وزارة الخارجية المصرية